# Alexandr Korsakov
Aleksandr Mikhajlovitj Rimskij-Korsakov (russisk: Александр Михайлович Римский-Корсаков, tr. Aleksandr Mikhajlovitj Rimskij-Korsakov; født 24. august 1753 i Moskva, Det Russiske Kejserrige, død 25. maj 1840 i Sankt Petersborg) var en russisk general, husket for at være den uheldige assistent for Aleksandr Suvorov ved dennes schweiziske felttog (1799-1800)
Korsakov indgik tidligt i sit liv i militær tjeneste og kæmpede i den den russisk-tyrkiske krig i 1787 og 1789 og derefter i den russisk-svenske krig i 1788–1790. Efterfølgende blev han generalmajor Semjonovskijregimentet (livgarde) og af kejserinde Katharina af Rusland tildelt opgaven at ledsage hertugen af Artois – den senere konge af Frankrig, Karl X – til England. Fra England fortsatte Korsakov til Flandern, hvor han sluttede sig til en hær under kommando af prins Fredrik af Coburg, med hvem han deltog i Slaget ved Fleurus i 1794. Ved sin hjemkomst til Sankt Petersborg deltog han efterfølgende i hertug Valerian Subovs mislykkedes felttog mod Persien i 1796, som kejser Paul af Rusland afbrød, da styrkerne skulle bruges i forbindelse med krigene, der opstod som følge af de franske revolutionskrige.
Paul gav Korsakov kommando over en hær på 40.000 mand, som skulle tvinge de franske styrker ud af Schweiz. Korsakov ledte hæren til Zürich for her at danne fælles front med 25.000 mand under den østrigske general Friedrich von Hotze; det var meningen, at Aleksandr Suvorov hær også skulle slutte sig til her, men han kom for sent. De franske styrker under André Massénas kommando angreb den 25. september 1799 i, hvad der blev kendt som Det andet slag om Zürich. Franskmændene løb af med sejren og tvang Korsakov til at trække sig tilbage mod Lindall, hvor Suvorov mødte op med sin hær og overtog den overordnede kommando. De samlede styrker trak sig tilbage mod Bøhmen, hvorfra kejseren kaldte dem hjem for vinteren.
Med Alexander af Rusland som den nye kejser, blev Korsakov forfremmet til kavalerigeneral. Men han trak sig kort tid derefter fra militæret, og fra 1805 til 1830 tjente han som guvernør af Vilnius guvernement. Han døde i 1840 som medlem af det russiske statsråd.